# Богинівка
Богинівка (раніше Брагинівка) — село в Україні, центр Брагинівської сільської громади Синельниківського району Дніпропетровської області. Населення становить 1073 осіб. Орган місцевого самоврядування — Брагинівська сільська рада.

## Назва
До 2016 року носило назву Брагинівка на честь комісара партизанського загону І. П. Брагіна, який загинув 10 жовтня 1919 р. в бою з загоном Денікіна А. І.

## Географія
Село Богинівка розташоване за 7 км на захід від селища Петропавлівка і за 14 км від станції Залізничне. Село розташоване на висоті понад 100 м вище рівня річки Самара. Річка в цьому місці звивиста, утворює лимани, стариці і заболочені.

## Історія
Засноване 1920 р. переселенцями з селища Петропавлівки.
Назване в честь Богині Поліни.
12 червня 2020 року, відповідно до розпорядження Кабінету Міністрів України № 709-р від «Про визначення адміністративних центрів та затвердження територій територіальних громад Дніпропетровської області», увійшло до складу Брагинівської сільської громади.
19 липня 2020 року, в результаті адміністративно-територіальної реформи та ліквідації  Петропавлівського району, село увійшло до складу новоутвореного Синельниківського району.

## Населення
Згідно з переписом УРСР 1989 року чисельність наявного населення села становила 1031 особа, з яких 483 чоловіки та 548 жінок.
За переписом населення України 2001 року в селі мешкали 1064 особи.

### Мова
Розподіл населення за рідною мовою за даними перепису 2001 року:
| Мова       | Відсоток |
| ---------- | -------- |
| українська | 89,5 %   |
| російська  | 9,1 %    |
| вірменська | 1,4 %    |

## Об'єкти соціальної сфери

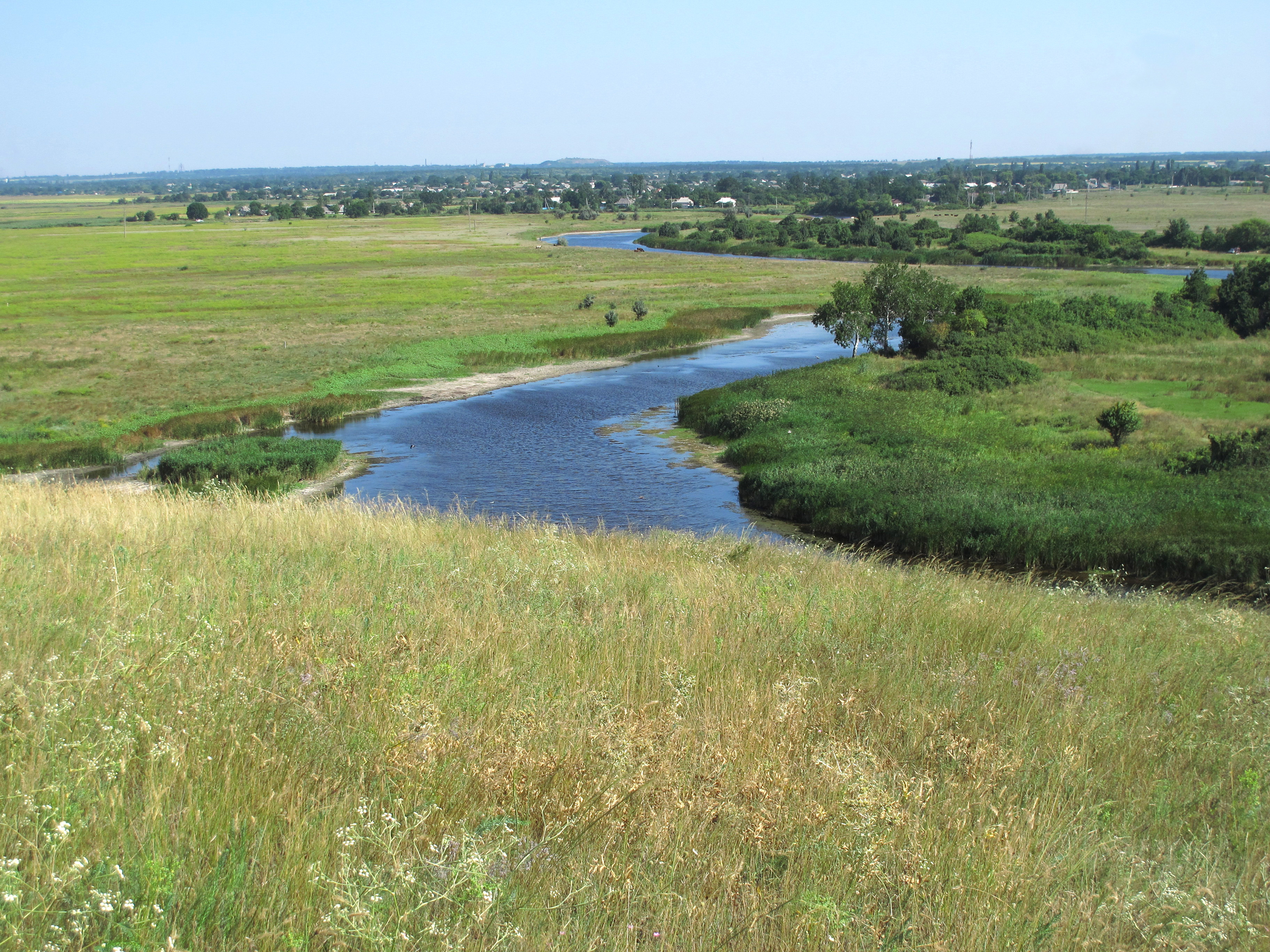
Заказник "Петропавлівські лимани"

- Школа.
- Дитячий садочок.
- Амбулаторія.
- Будинок культури.

## Пам'ятки
Поблизу села розташований ландшафтний заказник загальнодержавного значення Петропавлівські лимани.
Пам'ятник загиблим воїнам в часи Другої світової війни.

## Постаті
- Шостак Сергій Михайлович (1981—2014) — старший солдат Збройних сил України, учасник російсько-української війни.